# Lilian Gonçalves-Ho Kang You

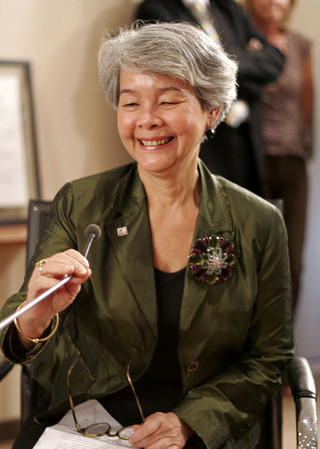
Lilian Gonçalves-Ho Kang You (2006)

Lilian Gonçalves-Ho Kang You (* 11. November 1946 in Paramaribo) ist eine surinamisch-niederländische Juristin und Menschenrechtlerin, die in den Niederlanden lebt und arbeitet.

## Biographie

### Ausbildung und Tätigkeit in Suriname
Der Vater von Lilian Ho Kang You war Zahnarzt; ihre Eltern hatten chinesische, französische, afrikanische und sephardische Vorfahren.  Nach der Schule ging Lilian Ho Kang You in die Niederlande und studierte Jura an der Universität Leiden. 1970 kehrte sie mit einem Abschluss nach Suriname zurück und erhielt vom damaligen Premierminister  Jules Sedney eine Stelle als Anwältin für das Kabinett angeboten. Dadurch lernte sie den Rechtsanwalt Kenneth Gonçalves kennen, den sie heiratete.
1973 eröffnete Kenneth Gonçalves eine eigene Anwaltskanzlei, in der seine Frau später als Partnerin mitarbeitete. Am 25. Februar 1980 verübte das Militär unter der Führung von Desi Bouterse einen Putsch. Lilian Gonçalves-Ho Kang You und ihr Mann kritisierten öffentlich die dadurch folgenden Missstände im Land sowie die schwindende Demokratie. Kurz nach dem Putsch wurde ihr Bruder Milton Ho Kang You in der Garage seines Hauses erschossen aufgefunden. Es wurde vermutet, dass das Militär seine Hand im Spiel hatte, aber der Mord wurde nie aufgeklärt. In der Nacht vom 7. auf den 8. Dezember 1982 wurde Kenneth Gonçalves von Soldaten aus seinem Haus geholt und wenige Stunden später wie 14 weitere Oppositionelle ermordet (Dezembermorde). Nach dem Mord an ihrem Mann setzte Lilian Gonçalves-Ho Kang You Arbeit in ihrer Kanzlei fort, doch fühlte sie sich in Suriname nicht mehr sicher, weshalb sie 1983 mit ihrer Tochter in die Niederlande ging.

### In den Niederlanden
In den Niederlanden arbeitete Lilian Gonçalves-Ho Kang You zunächst ebenfalls als Rechtsanwältin. Von 1994 bis 2000 war sie stellvertretende Vorsitzende der Commissie gelijke behandeling (Gleichbehandlungsausschuss) und von 1997 bis 2006 Mitglied der Onafhankelijke Post en Telecommunicatie Autoriteit (Unabhängigen Post- und Telekommunikationsbehörde OPTA), in den letzten Jahren als Vizepräsidentin. Von 2009 bis 2010 war sie außerordentliches Mitglied im Raad van State und von 2010 bis 2016 beratendes Mitglied.
Gonçalves hat und hatte zahlreiche weiter Ämter und Ehrenämter inne, so im Landelijk Bureau Racismebestrijding (Nationales Anti-Rassismus-Büro) und bei Organisationen im Bereich der Entwicklungszusammenarbeit. Im Jahr 2001 wurde sie Vorsitzende des niederländischen Sektion von Amnesty International, wo sie mitverantwortlich war für eine aktivere Haltung der Organisation in der Frage sozialer Grundrechte. Im September 2006 wurde Gonçalves für ein Jahr zur Vorsitzenden des Internationalen Exekutivausschusses von Amnesty International in London gewählt und blieb bis 2009 Vorstandsmitglied. Im Jahr 2005 erhielt sie für ihre Arbeit für Amnesty International den Preis der niederländischen Anwaltsvereinigung. Auch war sie Vorsitzende des Prins Claus Fonds. Am 30. Mai 2007 hielt sie im Auditorium der Erasmus-Universität Rotterdam die 13. Mandeville-Vorlesung, zum Thema Grenzenlose Würde. Im März 2008 erhielt sie den Aletta-Jacobs-Preis der Reichsuniversität Groningen. Sie war auch die erste Vorsitzende der Arbeitsgruppe Karibische Literatur der Gesellschaft für Niederländische Literatur. Sie sitzt im Aufsichtsrat der Radboud-Universität Nijmegen (Stand 2018). Im Jahr 2011 wurde Gonçalves vom Finanzminister Jan Kees de Jager zum Direktor des Stiftungs-Treuhandbüros NL Financial Investments ernannt. Im Jahr 2015 erhielt Gonçalves eine Ehrendoktorwürde der Universität Leiden. 2020 wurde sie mit dem Gouden Zandloper Oeuvreprijs geehrt, mit dem in den Niederlanden vorbildliche anwaltliche Arbeit ausgezeichnet wird.
Im Jahr 2009 platzierte die Zeitung De Volkskrant Lilian Gonçalves-Ho Kang You unter den 200 einflussreichsten Niederländerinnen und Niederländern auf Rang 37.
2022 wurde Gonçalves zur Vorsitzenden einer Kommission ernannt, die die Provenienzen mehrerer Tausend Objekte recherchiert, die aus den ehemaligen niederländischen Kolonien stammen und sich in niederländischen Museen befinden. Auf der Liste der Artefakte der indonesischen Regierung, die zurückgefordert werden, befinden sich unter anderem die Zügel des Pferdes, das der Nationalheld Prinz Diponegoro im frühen 19. Jahrhundert ritt und der Lombok-Schatz aus Edelsteinen sowie Gold- und Silberschmuck im Rijksmuseum voor Volkenkunde in Leiden. Auch die komplette naturkundliche Sammlung von Eugène Dubois im Naturalis-Museum, ebenfalls in Leiden, gehört dazu. Dubois sammelte zwischen 1987 und 1900 in Indonesien rund 40 000 Fossilien, darunter den Schädel und den Oberschenkelknochen des Java-Menschen.

## Privates
Lilian Gonçalves-Ho Kang You ist in zweiter Ehe mit dem niederländischen Psychiater und Autor Antoine de Kom verheiratet, der ebenfalls surinamische Wurzeln hat. Er ist ein Enkel von Anton de Kom, surinamischer Kommunist und Widerstandskämpfer gegen die deutsche Besetzung der Niederlande während des Zweiten Weltkriegs.